# Cummings Cove
Die Cummings Cove ist eine Bucht an der Westküste von Signy Island im Archipel der Südlichen Orkneyinseln. Sie liegt zwischen dem Jebsen Point und dem Porteous Point.
Wissenschaftler der britischen Discovery Investigations nahmen 1933 eine grobe Kartierung vor. Der Falkland Islands Dependencies Survey verfeinerte diese im Jahr 1947. Das UK Antarctic Place-Names Committee benannte sie 1955 nach Edmund Thomas Cummings (1925–2017), Funker des Falkland Islands Dependencies Survey am Kap Geddes auf Laurie Island im Jahr 1946 und auf Deception Island im darauf folgenden Jahr.